# 糠塚 (八戸市)
糠塚（ぬかづか）は、青森県八戸市の町名・地名の一つである。25の小字がある。当地域の人口は3,786人である。

## 概要
糠塚は八戸市中央部から南寄りの馬淵川の右岸と新井田川左岸の中筋に位置する。北に長者、東に吹上、中居林、南に是川、西に沢里に隣接する。鉄道の駅は無い。幹線道路は、地内西外縁に国道340号が通る。地内は北側は宅地が多いが、南側は山林が広がっている。地内の字南糠塚や字板橋からは縄文時代後期の土器や石器が発見されている。

## 地名の由来
糠塚の地名の由来は糠と長者山に関係する。民俗学者柳田國男の自書によると、「大昔に長者が住み、地中より糠が出たという糠前伝説」  の記述が残る。一方、1790年（寛政2年）の高山彦九郎の「北行日記」にも「城下を南に出て右の方長者山松茂る。上古長者が住みし所と伝えふ、今に地中より籾（もみ）ぬか出るといふ」とある。
このことから、大昔から長者山の上には大金持ち（長者）が住んでおり、その地面からは精米した後の籾と糠が出てきたことによる伝説から「糠塚」の地名が残ったと考えられる。

## 歴史
糠塚村
- 江戸期 - 1889年（明治22年）三戸郡糠塚村
  - 1665年以前まで 盛岡藩領 三戸郡糠塚村。
  - 1618年（元和4年）の記録[5]によると、1697年の「元禄10年高帳」は、八戸通村の枝村糠塚の名前で206石余り（田51石余り、畑154石余）、「旧高旧領」の記録では糠塚村の名前で192石余の記述が残る。当時、北には八戸城下があり、地内西には登り街道（現在の国道340号）が南北に通っていた。また、地内の北側に位置する長者山は、八戸城下の南方の防衛拠点として役割を備えていたと考えられる[6]。
  - 1665年（寛文5年）、八戸藩領、八戸廻りに属する。
  - 1665年（寛文5年）、長者林＝長者山の記録が残る。
  - 1668年（寛文8年）、板橋山（現在の大字糠塚字板橋）の山守（森の管理者）が木を切りすぎて処分を受ける。
  - 1679年（延宝7年）、長者山内でのキジ狩りが禁止される。
  - 1708年（宝永5年）、糠塚と板橋山で松虫が大量に発生し、虫祭りが開かれる。
  - 登り街道は大名行列が通る重要な路線であったため、1744年から沿道の街道植樹を行った。
  - 1744年（延享元年）、1000本の漆の木が植えられる。（枡形から一ノ坂の区間：現在の平中交差点付近）
  - 1751年（宝暦元年）、4月に100本の漆の木が植えられる。
  - 1753年（宝暦3年）、4月に大杉平（現在の大字糠塚字大杉平）と、根城通りに1864本の漆の木が植えられる。
  - 1754年（宝暦4年）、4月に大杉平で1770本の漆の木が植えられる。[7]
  - 1756年（宝暦6年）、病気や飢えなどで路上に倒れている人が34人発生した。[8]
  - 1836年（天保7年）、大慈寺の住職が、藩から飢民の救護を命ぜられ、寺の裏門に作った救助小屋に収容する。[9]
  - 1871年（明治4年）、家数は本村106、板橋18、平中8、鍛冶丁6、下屋敷5。[10]
  - 1877年（明治10年）、八戸区裁判所、八戸区検事局が、地内、常泉下に設置される。
  - 1879年（明治12年）、本村の戸数91・人口591（男292・女299）、寺院5、学校1、牛7、馬85。板橋の戸数18・人口133（男66・女67）、牛3、馬28、物産は麦、雑穀、麻糸、鳥類。[11]

長者村時代
- 1889年（明治22年）- 1929年（昭和4年）三戸郡長者村大字糠塚
  - 1889年（明治22年）4月1日、長者村になる[12][13]。
  - 1891年（明治24年）、戸数146、人口982、厩（馬小屋）2、学校1、水車場1[14]
  - 1898年（明治36年）、長者尋常小学校が開校。類家尋常小学校と糠塚尋常小学校の統合による。

八戸町時代
- 1901年（明治34年）- 1929年（昭和4年）三戸郡八戸町大字糠塚
  - 1901年（明治34年）4月1日、長者村が八戸町に合併される[15]。
  - 1903年（明治36年）、八戸刑務所が設置される。
  - 1908年（明治41年）、県立八戸中学校が八幡村から移転。
  - 1922年（大正11年）、青森供託局八戸出張所が設置される。

八戸市時代
- 1929年（昭和4年）- 現在
  - 1929年（昭和4年）5月1日、八戸町は新設合併により八戸市となる[16][17]。
  - 1959年（昭和34年）、八戸市営バス大杉平営業所が開設。
  - 1959年（昭和34年）、八戸第一高校が旧長者小学校内に移転。（その後1979年に諏訪へ移転）
  - 1974年（昭和49年）、南部バス八戸営業所が地内二ツ家に移転。（かつては類家に存在した）
  - 1975年（昭和50年）2月1日、根城地区の住居表示が実施され、字桝形の一部が根城一丁目・二丁目に変更される[18][19]。
  - 1977年（昭和52年）、八戸市立図南小学校が開校。
  - 1984年（昭和59年）、八戸市立図書館が移転設立。（旧八戸市立長者小学校敷地内）
  - 1986年（昭和61年）2月17日、吹上・長者地区の住居表示が実施され、一部が吹上三丁目・四丁目、長者一丁目から四丁目に変更される[18][20]。

### 字・町名の変遷
| 実施後     | 実施年月日   | 実施前（各字ともその一部）                                                                       |
| ---------- | ------------ | ------------------------------------------------------------------------------------------------ |
| 根城一丁目 | 1975年2月1日 | 大字上組町、大字糠塚字桝形、大字沢里字沢里下、字梨子木沢、                                       |
| 根城二丁目 | 1975年2月1日 | 大字糠塚字桝形、大字沢里字藤子、字梨子木沢、字沢里下、字一盃森、字鹿島沢                         |
| 根城三丁目 | 1975年2月1日 | 大字沢里字沢里、字沢里下、字梨子木沢、字鹿島沢、字一盃森、字上久保、大字根城字下番屋平、字鹿島下 |
| 根城四丁目 | 1975年2月1日 | 大字沢里字沢里、字沢里下、字上久保、大字根城字無縁塚、字下番屋平                                 |
| 根城五丁目 | 1975年2月1日 | 大字根城字番屋平、字無縁塚、字下番屋平                                                           |
| 根城六丁目 | 1975年2月1日 | 大字沢里字沢里、鹿島沢、大字根城字番屋平、下番屋平、鹿島下                                       |
| 根城七丁目 | 1975年2月1日 | 大字根城字大久保、字中崎、字長坂、字鹿島下、大字沢里字鹿島沢、字一盃森                           |
| 根城八丁目 | 1975年2月1日 | 大字根城字長坂、字根城、字中崎、字鹿島下、字番屋平、字大久保、字馬場頭                           |

| 実施後     | 実施年月日    | 実施前（特記なき字名はその一部）                                                                                           |
| ---------- | ------------- | --- |
| 吹上一丁目 | 1986年2月17日 | 大字類家字向田屋の全部、同字新寺前の全部、同字外中居の全部、同字縄手下、同字堤田、大字中居林字館越、大字岩泉町、大字長横町 |
| 吹上二丁目 | 1986年2月17日 | 大字中居林字上野切、同字館越山、同字外中居、同字館越                                                                       |
| 吹上三丁目 | 1986年2月17日 | 大字糠塚字野場先、同字長者山下、大字類家字縄手下、大字中居林字吹揚                                                         |
| 吹上四丁目 | 1986年2月17日 | 大字中居林字花草谷地の全部、同字吹揚、大字糠塚字野場先                                                                     |
| 吹上五丁目 | 1986年2月17日 | 大字中居林字館越山、同字外中居、同字上野切                                                                                 |
| 吹上六丁目 | 1986年2月17日 | 大字中居林字藤覚、同字蒼前                                                                                                 |
| 長者一丁目 | 1986年2月17日 | 大字糠塚字下道、同字南糠塚、同字北糠塚、同字長者山                                                                         |
| 長者二丁目 | 1986年2月17日 | 大字糠塚字段の外の全部、同字野場先、同字長者山下、大字中居林字吹揚                                                         |
| 長者三丁目 | 1986年2月17日 | 大字糠塚字𦹀渡の全部、同字中村の全部、同字北糠塚、同字南糠塚、同字平中                                                     |
| 長者四丁目 | 1986年2月17日 | 大字糠塚字北長市の全部、同字西道の一部                                                                                     |

## 世帯数と人口
2017年（平成29年）4月30日現在の世帯数と人口は以下の通りである。
| 小字       | 世帯数    | 人口    |
| ---------- | --------- | ------- |
| 板橋       | 52世帯    | 121人   |
| 鶉久保     | 78世帯    | 164人   |
| 大沢       | 33世帯    | 66人    |
| 大杉平     | 149世帯   | 303人   |
| 大開       | 126世帯   | 260人   |
| 蟹沢       | 221世帯   | 460人   |
| 狐森       | 76世帯    | 164人   |
| 小沢       | 2世帯     | 4人     |
| 五郎兵衛前 | 108世帯   | 259人   |
| 下道       | 18世帯    | 37人    |
| 下屋敷     | 39世帯    | 68人    |
| 惣善前     | 6世帯     | 14人    |
| 平中       | 162世帯   | 332人   |
| 長者山     | 3世帯     | 9人     |
| 長者山下   | 14世帯    | 22人    |
| 土取場     | 40世帯    | 77人    |
| 長久保     | 175世帯   | 367人   |
| 二ツ家     | 25世帯    | 53人    |
| 古常泉下   | 43世帯    | 88人    |
| 前谷地     | 111世帯   | 265人   |
| 桝形       | 2世帯     | 7人     |
| 南長市     | 140世帯   | 266人   |
| 柳ノ下     | 73世帯    | 168人   |
| 山内       | 3世帯     | 4人     |
| 葭谷地     | 14世帯    | 29人    |
| 計         | 1,713世帯 | 3,607人 |

## 施設
- 八戸市立図書館
- 八戸市営バス大杉平営業所（大字糠塚字大杉平）
- 南部バス八戸営業所（大字糠塚字二ツ家）
- 長者まつりんぐ広場（旧八戸市立市民病院）

### 教育
- 八戸市立図南小学校
- 八戸市立長者中学校（地内南部に隣接する八戸市大字沢里字沢里山に立地）

## 小字
字板橋、字鶉久保、字大沢、字大杉平、字大開、字蟹沢、字狐森、字小沢、字五郎兵衛前、字下道、下屋敷、字惣善前、字平中、字長者山、字長者山下、字土取場、字長久保、字二ツ家、字古常泉下、字前谷地、字桝形、字南長市、字柳ノ下、字山内、字葭谷地

### 官報
- 「町村合倂」『官報』第5296号、大蔵省印刷局、1901年3月2日、47頁。2025年4月8日閲覧。
- 「內務省吿示第123號」『官報』第695号、大蔵省印刷局、1929年4月26日、709頁。2025年3月13日閲覧。